# 원-핫
| 십진법 | 이진법 | 일진법   | 원-핫    |
| ------ | ------ | -------- | -------- |
| 0      | 000    | 00000000 | 00000001 |
| 1      | 001    | 00000001 | 00000010 |
| 2      | 010    | 00000011 | 00000100 |
| 3      | 011    | 00000111 | 00001000 |
| 4      | 100    | 00001111 | 00010000 |
| 5      | 101    | 00011111 | 00100000 |
| 6      | 110    | 00111111 | 01000000 |
| 7      | 111    | 01111111 | 10000000 |

원-핫(One-hot)은 디지털 회로 및 기계 학습에서 값의 합법적인 조합이 단일 하이(1) 비트와 다른 모든 비트가 로우(0)인 비트 그룹이다. 하나의 '0'을 제외하고 모든 비트가 '1'인 유사한 구현을 원-콜드(one-cold)라고 부른다. 통계학에서 가변수는 범주형 데이터를 표현하는 유사한 기술을 나타낸다.

## 같이 보기
- 복호화
- 그레이 부호
- 크로네커 델타
- 일진법
- XOR 게이트